# Петро з Бніна і Опалениці
Петро з Бніна і Опалениці (пол. Piotr z Bnina i z Opalenicy; д/н —1469) — урядник Королівства Польського. Засновник роду Опалінських.

## Життєпис
Походив з великопольського магнатського роду Бнінських гербу Лодзя. Син Петра Бнінського, каштеляна гнезненського і познанського, та Ельжбети Голутовської. Дата народження невідома. У 1427 році втратив матір.
Після смерті батька у 1448 році розділив з братом Мацеєм батьківські володіння (остаточно поділ було завершено у 1457 році), оскільки інший брат Петро обрав духовну кар'єру. В результатіотримав містечко Опалинці, яке зробив своєю резиденцією. З 1453 року офіційно став зватися Петро з Опалениці.
У 1462 році стає каштеляном сантоцьким. Помер у 1469 році.

## Володіння
Мав у власності містечка Серакув, Мендзихуд, Добженіца, Ринажево, Шубін, Радзево, Смігель, Боґунево, Ключево, Яроцін, Войновиці, Дакови-Мокре, Турчин, Рихвал, Костжево, Тулішкув і Тшцель, а також половину Бніна, 7сіл, половину сіл Положеєво, Полвіца, Ручево, Гора, Грабовець, Голутово, Дзазгово, Жабіце, Сокольники, Острув, Боржеєво.

## Родина
Дружина — Малгожата з Гжині і Влошаковиці
Діти:
- Петро (д/н—1506)
- Ян (1467—1489). Його син Ян Опалінський (пом. 1527) був куратором Познанського собору, онук Ян Опалінський (пом. 1561), старостою сантоцьким. Праонук Ян Старший заснував магнатськугілку.
- Микола (пом. 1505/1510)
- Барбара
- Катерина
- Маргарита
- Софія